# Sydfalster

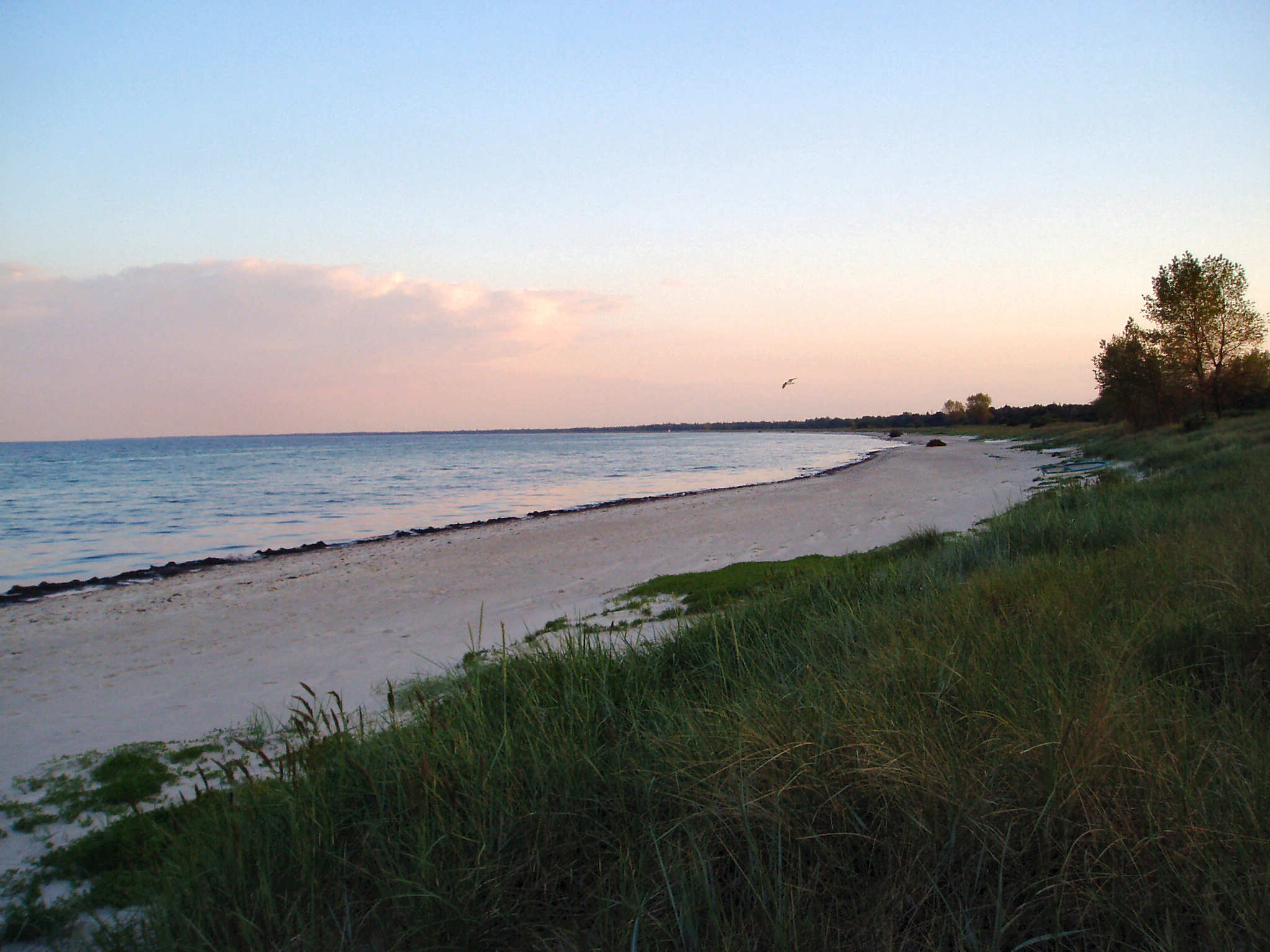
De kust van Marielyst, onderdeel van de voormalige gemeente Sydfalster.

Sydfalster is een voormalige gemeente in Denemarken op het eiland Falster. Bij de herindeling van 2007 werd de gemeente bij Guldborgsund gevoegd. Hoofdplaats was Væggerløse.
De oppervlakte bedroeg 113,31 km². De gemeente telde 6953 inwoners waarvan 3509 mannen en 3444 vrouwen (cijfers 2005).